# Sparkasse Gütersloh-Rietberg-Versmold
Die Sparkasse Gütersloh-Rietberg-Versmold ist eine öffentlich-rechtliche Sparkasse mit Sitz in der ostwestfälischen Kreisstadt Gütersloh. Träger der Sparkasse ist der Sparkassenzweckverband der Städte Gütersloh, Rietberg und Versmold sowie des Kreises Gütersloh. Die Sparkasse entstand zum 31. August 2022 aus der Fusion der Sparkasse Gütersloh-Rietberg mit der Stadtsparkasse Versmold.

## Organisation
Als Anstalt des öffentlichen Rechts unterliegt die Sparkasse dem Sparkassengesetz des Landes Nordrhein-Westfalen. Die zuständige Aufsichtsbehörde ist die Bundesanstalt für Finanzdienstleistungsaufsicht in Bonn. Die Sparkasse ist Mitglied im Sparkassenverband Westfalen-Lippe und über diesen dem Deutschen Sparkassen- und Giroverband angeschlossen.

## Geschichte
Die Sparkasse wurde am 16. Februar 1863 gegründet. Bereits nach einem Jahr verwaltete sie 86.302 Taler auf 189 Sparbüchern. 1876 stellte das Kreditinstitut das 5.000. Sparbuch aus. 1877 zog die Sparkasse aus dem Geschäftshaus der Firma G.W. Köhne ins damalige Gütersloher Rathaus an der Berliner Straße, 1907 ins Haus Vossieck in der Bahnhofstraße (heute Eickhoffstraße). 1913 bezog sie einen Neubau in der Schulstraße, der seit 2016 Sitz der Stiftung Deutsche Schlaganfall-Hilfe ist. 1937 erfolgte der Umzug in die Strengerstraße. Dort entstand 1973 in direkter Nachbarschaft zum Rathaus ein Neubau für 10 Millionen D-Mark, der 1994 durch einen weiteren Gebäudeteil auf dem Eckgrundstück Strengerstraße/Eickhoffstraße ergänzt wurde.
Vor der Währungsreform 1948 hatte die Sparkasse einen Einlagenbestand von 80 Millionen Reichsmark auf 32.700 Sparkonten, nach der Umstellung 3,5 Millionen D-Mark auf 15.600 Sparkonten. Bis 1959 war der Bestand dank des Wirtschaftswunders auf 40 Millionen D-Mark angewachsen. 1960 eröffnete die Sparkasse an der Diekstraße in Kattenstroth ihre erste Zweigstelle.
Infolge des Bielefeld-Gesetzes, das zu einer kommunalen Neugliederung der umliegenden Kommunen führte, übertrug die Sparkasse Bielefeld ihre Zweigstelle Isselhorst, die Sparkasse Warendorf fünf Filialen in Harsewinkel und die Kreissparkasse Wiedenbrück vier Filialen an die Sparkasse Gütersloh.
Am 29. November 2016 bestätigte der Zweckverband die Fusion der Sparkasse Gütersloh mit der Sparkasse Rietberg. Die rechtliche Fusion fand am 1. Januar 2017 statt.
Am 25. März 2022 bestätigte der Zweckverband die Fusion der Sparkasse Gütersloh-Rietberg mit der Stadtsparkasse Versmold. Die rechtliche Fusion fand rückwirkend zum 1. Januar 2022 statt, die Datenbestände der einzelnen Banken werden mit dem Abschluss der technischen Fusion im Oktober 2022 zusammengeführt.

## Fassadengestaltung Hauptgeschäftsstelle am Konrad-Adenauer-Platz
2010 gestaltete die Lichtkünstlerin Regine Schumann die Fassade der Geschäftsstelle mit 86 Elementen aus farbigem, fluoreszierendem Acrylglas, die vor die Fugen der Lamellen an der Fassade eingeschoben wurden. Die einzelnen Teile haben eine Größe von jeweils 120 × 5 × 50 cm. Je nach Betrachtungswinkel sieht man unterschiedliche Farben, bei der Draufsicht bei Tag dominiert die Farbe Rot, die ein Teil des Corporate Designs der Sparkasse ist. Im Zuge einer Renovierung wurde der Platz vor der Sparkasse 2020 neu gestaltet mit Brunnen und Bänken, so dass das Kunstwerk nun prominent im öffentlichen Raum sichtbar ist. Besondere Wirkung erzielen die Acrylglaselemente, wenn sie abends durch Schwarzlicht angestrahlt werden.

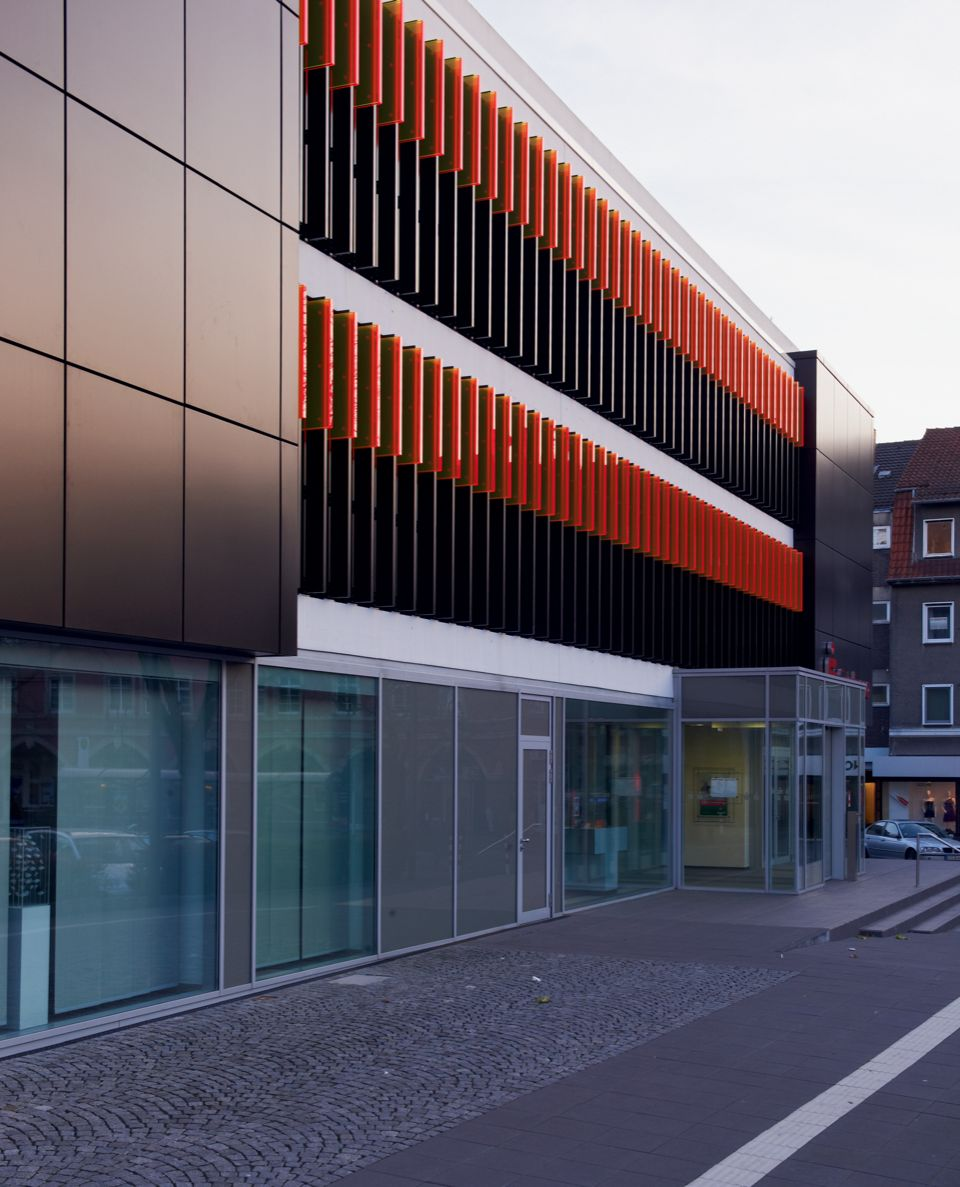
Kunstinstallation an der Fassade der Hauptgeschäftsstelle, Fluoreszierendes Acrylglas, 2010, 86 Elemente je 120 × 5 × 50 cm, Seitenansicht
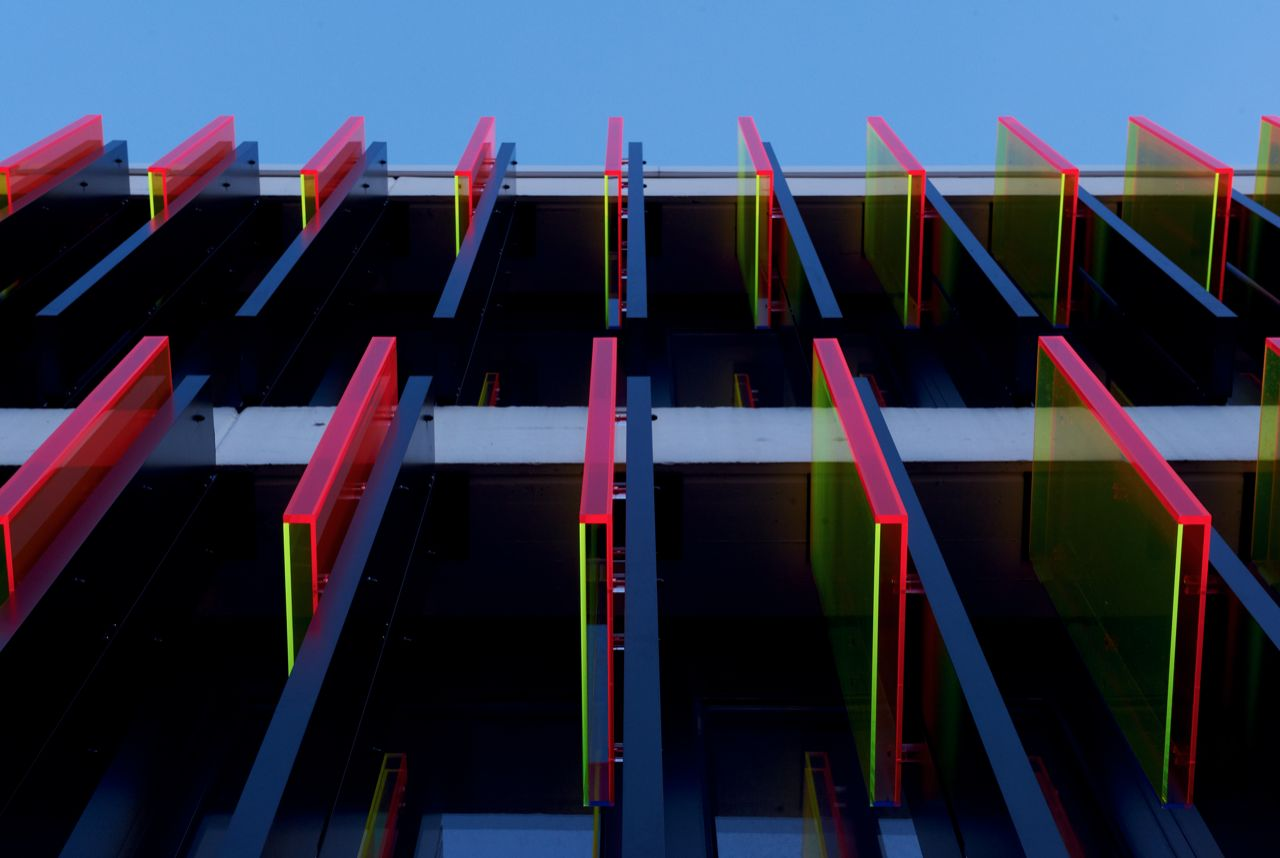
Kunstinstallation an der Fassade, Fluoreszierendes Acrylglas, bei Tageslicht
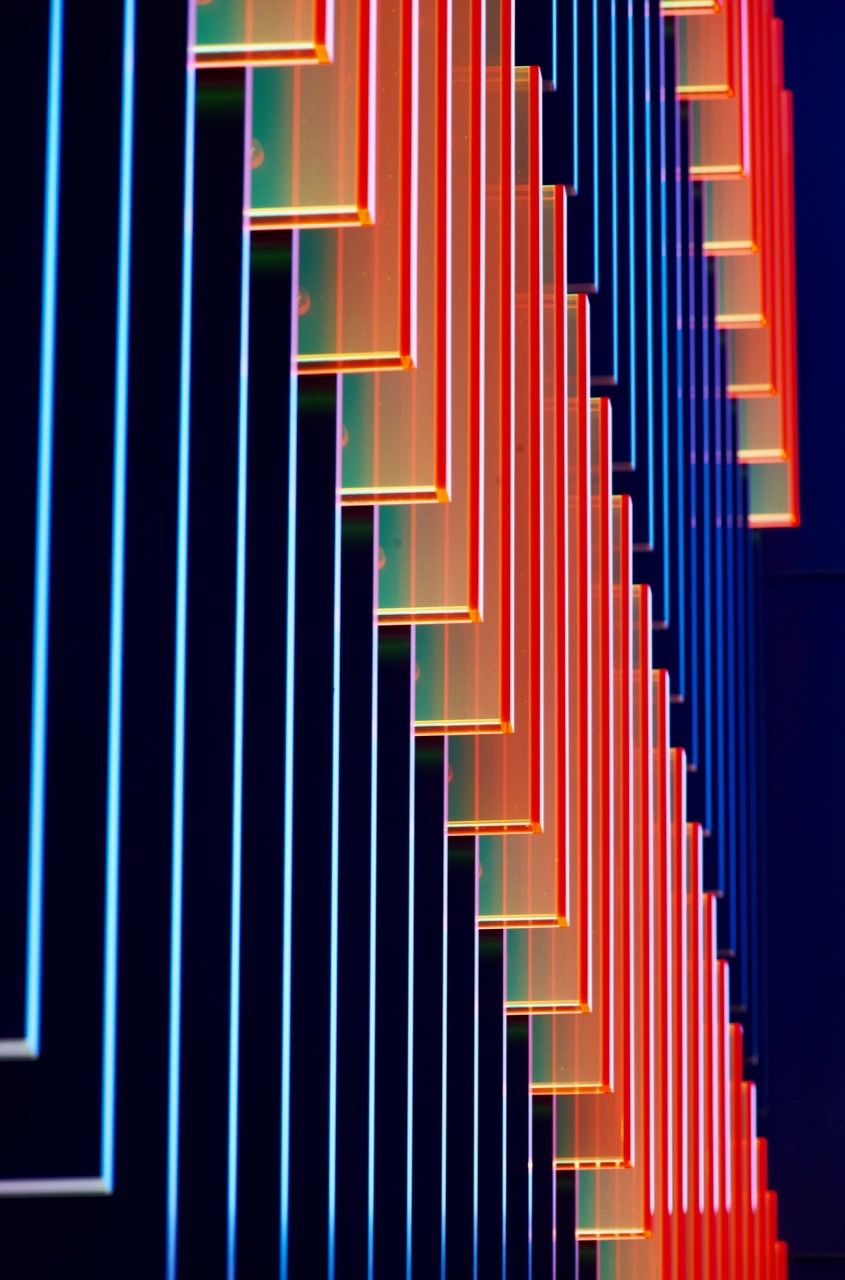
Kunstinstallation an der Fassade, Fluoreszierendes Acrylglas, bei Nacht mit Schwarzlicht